# Bonino da Campione
Bonino da Campione (Campione d'Italia, 1325 circa – 1397 circa) è stato uno scultore italiano.
Fra il 1350 ed il 1390 fu importante maestro della scultura gotica dell'Italia settentrionale.

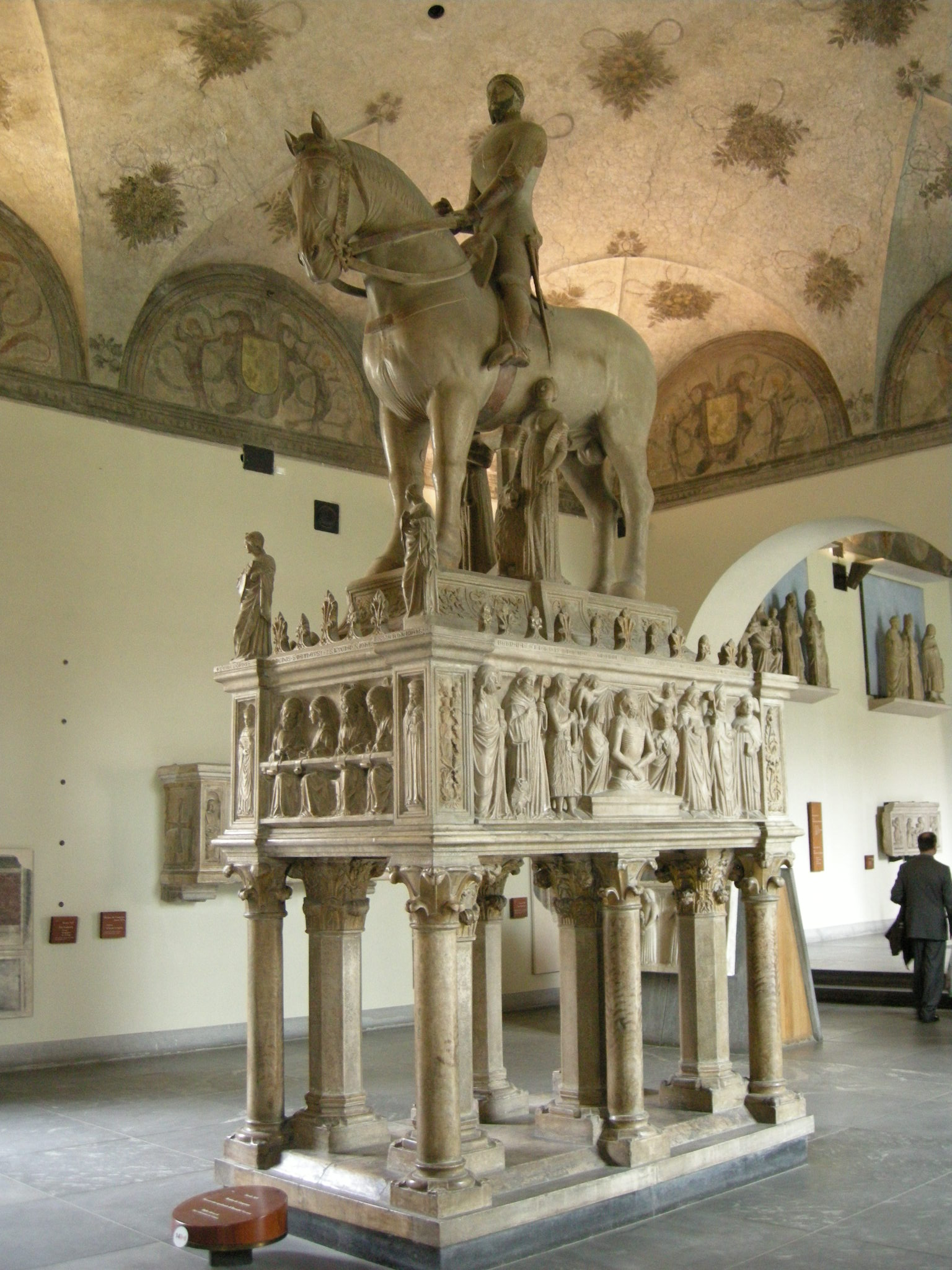
Giovanni da Campione, Monumento equestre a Bernabò Visconti

## Biografia
Si hanno scarse notizie biografiche dello scultore, originario di Campione, attivo in lombardia nella seconda metà del trecento. La critica ritiene essere la sua prima opera il monumento al vescovo Lambertini, morto nel 1349, nel duomo vecchio di Brescia. La prima testimonianza certa è l'iscrizione con il suo nome sul sarcofago di Folchino degli Schizzi (morto nel 1357), all'esterno del duomo di Cremona.
Per i Visconti, Signori di Milano, eseguì il monumento funerario di Stefano Visconti e Valentina Doria, cui seguì il celebre monumento funerario di Bernabò Visconti, originariamente posto dietro l'altare maggiore della chiesa di S. Giovanni in Conca, ispirato al Sant'Alessandro a cavallo di Giovanni da Campione sul portale settentrionale di Santa Maria Maggiore a Bergamo. Il monumento, che conserva ancora parte dell'originario rivestimento policromo, testimonia uno stile attardato sui modelli romanici, che non trae ispirazione dalle più recenti opere di matrice gotica toscana presenti anche a Milano.
Il suo stile risultò semplice e schematico e le composizioni non sempre brillano di estro inventivo.
Titolare di una vasta bottega, a Verona eseguì la sua opera più celebre, il monumento di Cansignorio della Scala (1374) a Santa Maria Antica.

## Opere
- Un non ben precisato sarcofago posto al di sotto della scala del Torrazzo di Cremona;
- Tomba del vescovo Balduino Lambertini, Duomo vecchio di Brescia, 1349;
- Monumento funebre di Folchino de' Schizzi, Duomo, Cremona, 1357;
- Tomba di Sant'Omobono, Cremona, 1357;
- Sarcofago di Protasio Caimi, 1355 circa, Milano, Basilica di Sant'Eustorgio;
- Mausoleo di Stefano Visconti e Valentina Doria, Milano, Basilica di Sant'Eustorgio,1359;
- Monumento equestre a Bernabò Visconti, Milano (costruito in due fasi: prima del 1363; anni 1385-1386);
- Arca di Cansignorio della Scala, Verona, 1374;
- Paliotto d'altare con Storie della Vergine, Chiesa di San Martino Vescovo (Carpiano):
- Tomba di Alda d'Este, Mantova, Palazzo Ducale, dalla chiesa di San Francesco, 1381;[3]
- Ritratto virile (forse di Bernabo' Visconti?), Milano, Museo d'Arte Antica del Castello Sforzesco (depositi), entro il 1386.

Sono state altresì da taluni attribuite a Bonino da Campione:
- Crocifissione, Basilica di San Nazaro in Brolo a Milano
- Rilievi dell'architrave del portale della Chiesa di San Marco (Milano)[4]

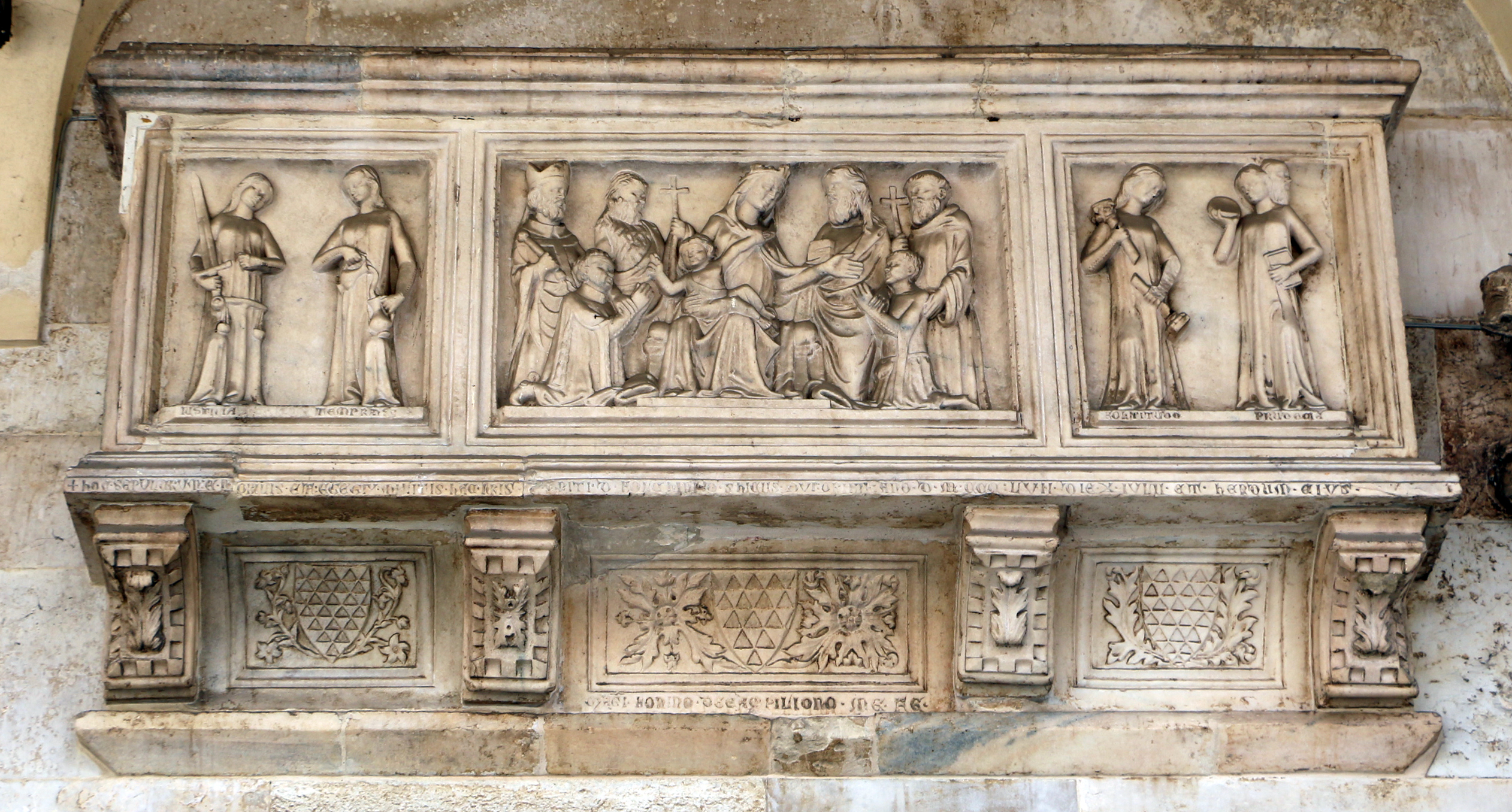
Sarcofago di Folchino degli Schizzi, Duomo di Cremona
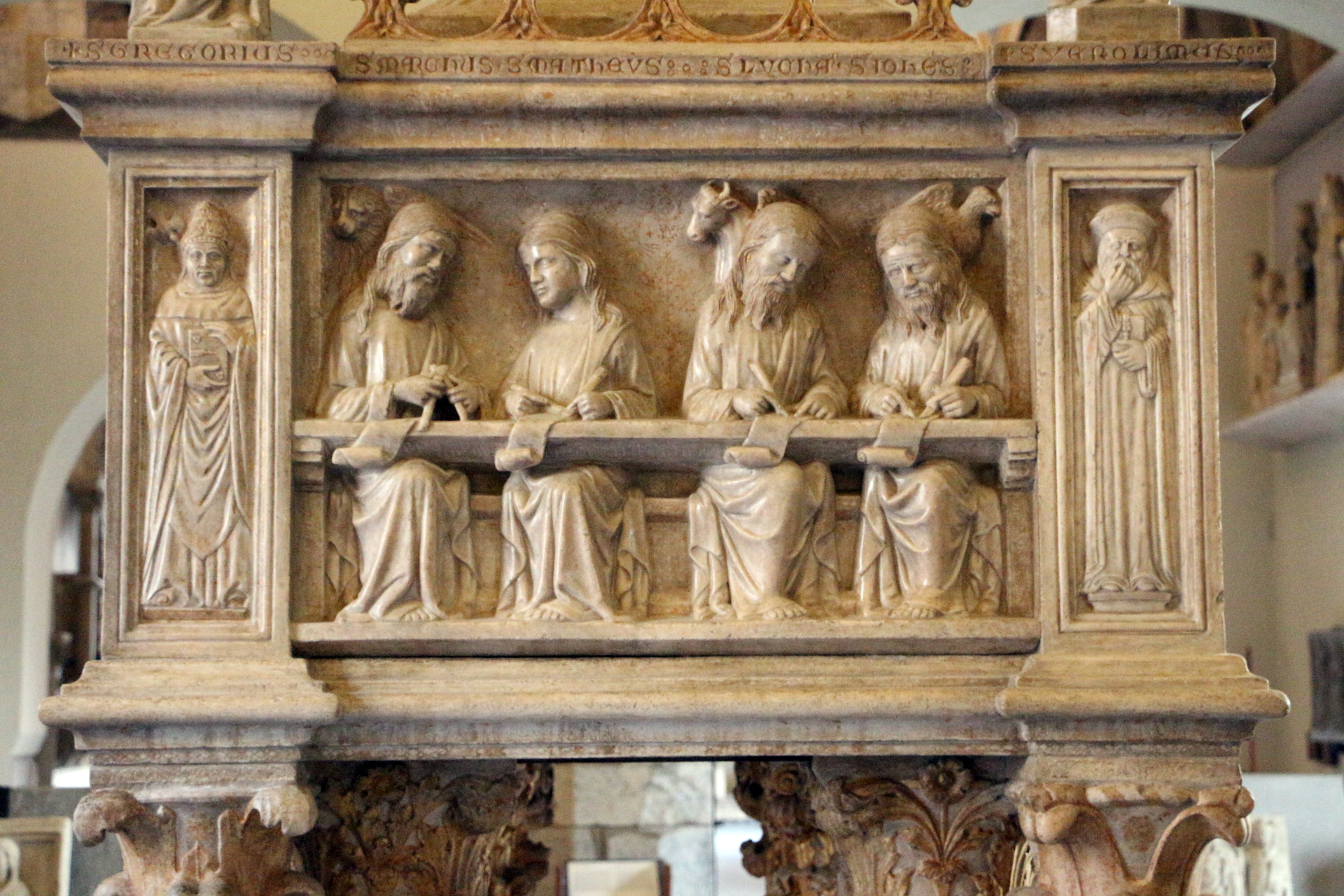
Monumento equestre a Bernabò Visconti, dettaglio.
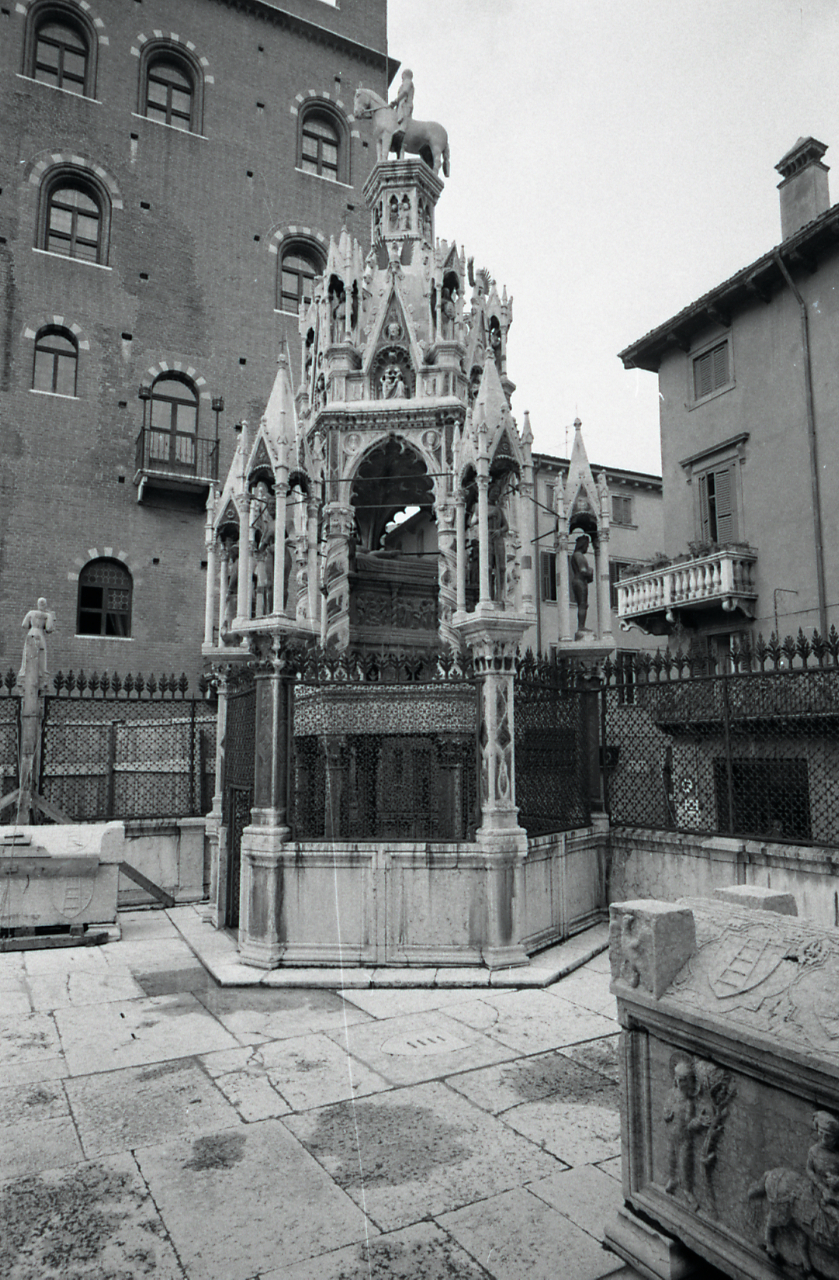
Arca di Cansignorio della Scala, Verona.
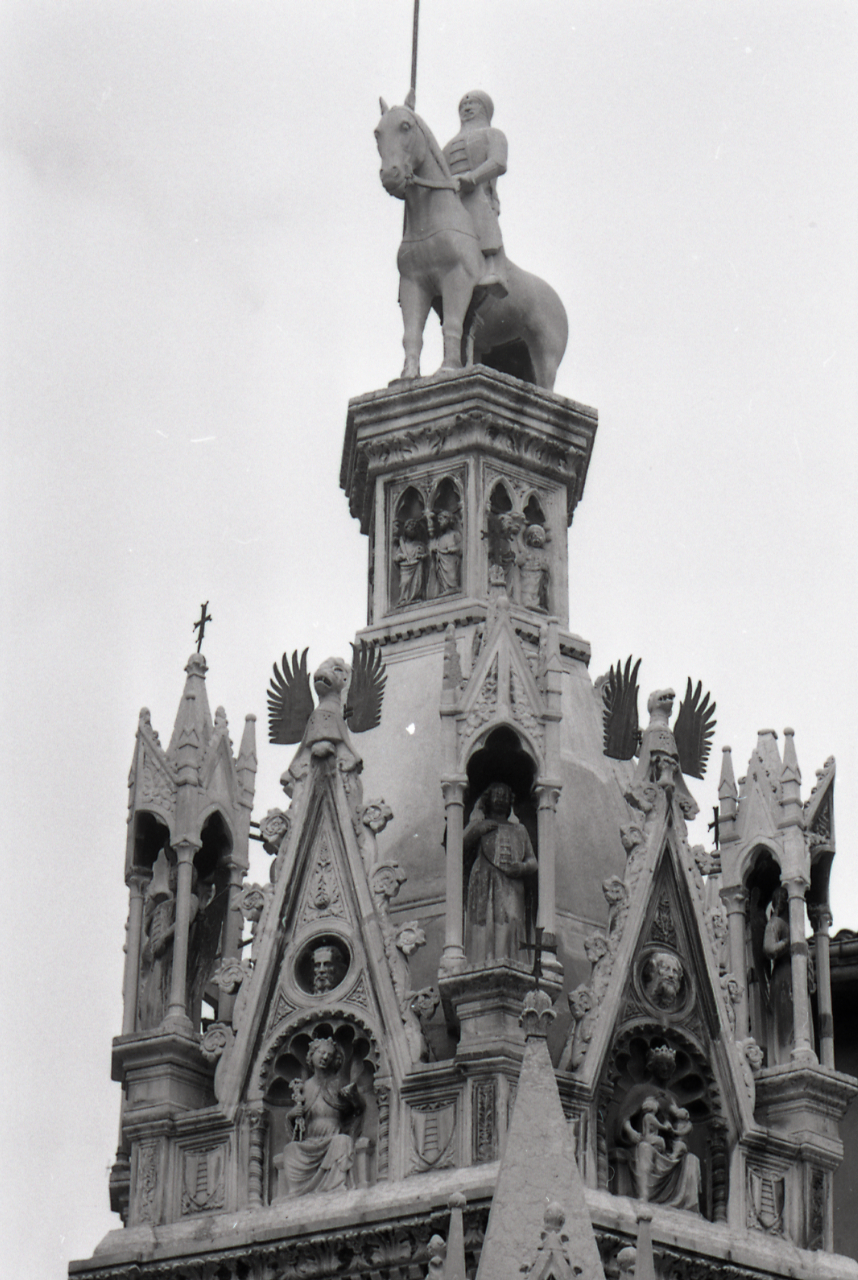
Particolare dell'arca di Cansignorio.
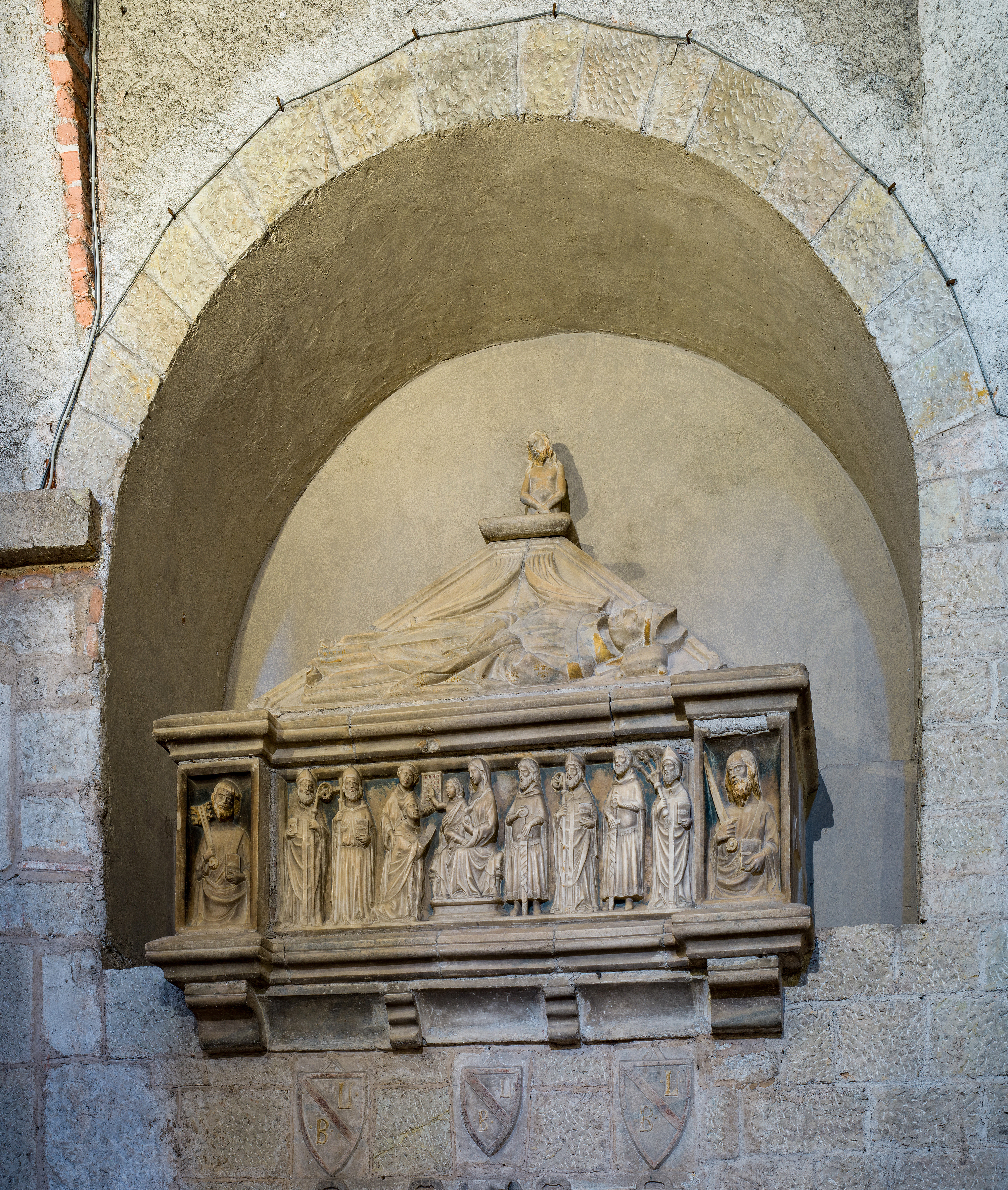
Arca Balduino Lambertini del 1349 nel Duomo vecchio di Brescia.
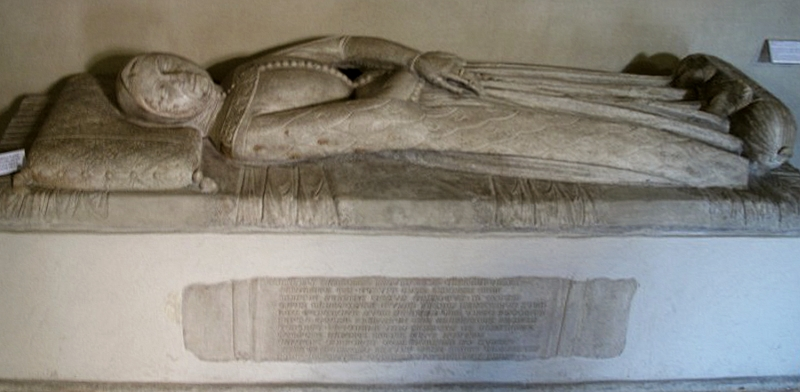
Lastra tombale di Alda d'Este, Mantova, Palazzo Ducale